# Joachim Weiskopf

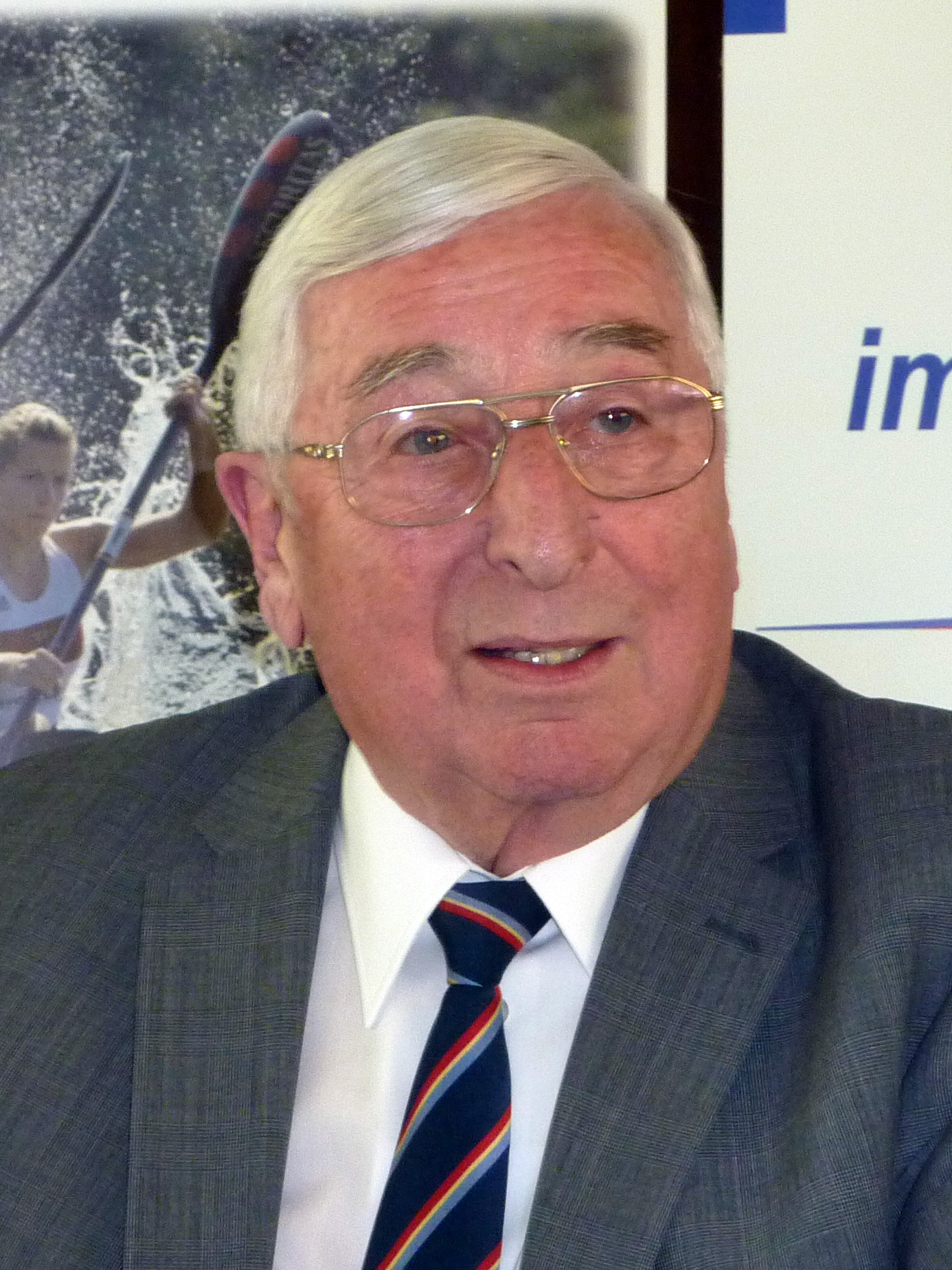
Joachim Weiskopf

Joachim Weiskopf (* 5. November 1927 in Leipzig) ist ein deutscher Arzt und Zahnarzt sowie ein ehemaliger hoher Sportfunktionär der Deutschen Demokratischen Republik (DDR). Er wirkte von Juni bis November 1990 als letzter Präsident des Nationalen Olympischen Komitees der DDR und anschließend als Vizepräsident des Nationalen Olympischen Komitees für Deutschland, dessen Ehrenmitglied er seit 1997 ist.

## Leben
Joachim Weiskopf wurde 1927 in Leipzig geboren und studierte von 1946 bis 1950 Zahnmedizin sowie anschließend Medizin. 1950 promovierte er an der Universität Leipzig im zahnmedizinischen sowie 1957 im medizinischen Bereich, 1961 wurde er ebenfalls in Leipzig habilitiert. Ab 1964 war er Direktor der Poliklinik für Prothetische und Orthopädische Stomatologie sowie zeitweise Dekan der Medizinischen Fakultät der Leipziger Universität. Von 1964 bis 1978 gehörte er dem Präsidium der Gesellschaft für Stomatologie der DDR an. 1981 erhielt er den staatlichen Ehrentitel Verdienter Arzt des Volkes. Im Jahr 1994 wurde ihm für seine Verdienste um das Fachgebiet der zahnärztlichen Prothetik und Werkstoffkunde die Hans-van-Thiel-Medaille der Deutschen Gesellschaft für Prothetische Zahnmedizin und Biomaterialien e. V. (DGPro; vormals Deutsche Gesellschaft für Zahnärztliche Prothetik und Werkstoffkunde, DGZPW) verliehen.
Er veröffentlichte im Laufe seiner akademischen Karriere mehr als 100 wissenschaftliche Publikationen, insbesondere zur Behandlung von Frakturen des Kiefers und zur chirurgischen Prothetik. Nach der politischen Wende in der DDR und der Deutschen Wiedervereinigung war er Gründungsmitglied der Landeszahnärztekammer Sachsen und Mitglied des ersten Vorstandes von deren Kammerversammlung.
Sportlich war er als Hockeyspieler aktiv und absolvierte zwischen 1950 und 1958 insgesamt 19 Länderspiele. Nach dem Ende seiner aktiven Karriere wirkte er als Mannschaftsarzt der Hockey-Nationalmannschaft und ab 1965 als Vizepräsident des Deutschen Hockey-Sportverbandes der DDR, von 1966 bis 1971 gehörte er dem Vorstand des Welthockeyverbandes (Fédération Internationale de Hockey, FIH) an. 1970 wurde Joachim Weiskopf Präsident des Deutschen Kanu-Sport-Verbandes der DDR (DKSV) und Mitglied des Vorstandes des Internationalen Kanuverbandes. Kraft seines Amtes als DKSV-Präsident war er ab 1970 auch Mitglied des Nationalen Olympischen Komitees der DDR (NOK). Am 15. Juni 1990 wurde er zum Präsidenten des NOK der DDR gewählt und übte dieses Amt bis zur Vereinigung mit dem Nationalen Olympischen Komitee für Deutschland am 17. November 1990 aus. Im gesamtdeutschen NOK übernahm er die Funktion eines Vizepräsidenten, 1997 wurde er zum Ehrenmitglied ernannt.